# منظمة طلبة التجمع الدستوري الديمقراطي
منظمة طلبة التجمع الدستوري الديمقراطي من أجل الديمقراطية والتقدم هي منظمة سياسية تضم طلبة الحزب الحاكم في تونس. وقد نص عليها الفصل 6 من النظام الداخلي للحزب المذكور على أنها «تعنى بالطلبة... (و)ينخرط فيها الطلبة طبقا لمقتضيات نظامها الداخلي الذي يقره مؤتمرها الوطني وتصادق عليه اللجنة المركزية للتجمع ولهذه المنظمة بطاقة انخراط خاصة».
تعتبر هذه المنظمة محظورة منذ مارس 2011 بأملر قضائي لأن هذا الحزب أصبح محظورا بعد ثورة الكرامة والحرية جانفي 2011

## تاريخها
يعود وجود الطلبة الدستوريين إلى ما قبل الاستقلال، ثم كان لهم تنظيمهم الخاص إلى جانب وجودهم في الاتحاد العام لطلبة تونس. إلا أن منظمة طلبة التجمع تأسست عام 1988، وانعقد مؤتمرها الأول في تلك السنة بالمدرسة الوطنية للمهندسين بتونس، وانتخب فيه محمد الغرياني كاتبا عاما للمنظمة وأعيد انتخابه في مؤتمرها الثاني المنعقد عام [[199أخير فقد انعقد في أوت 2008.
تعتبر هذه المنظمة محظورة منذ مارس 2011 بأملر قضائي لأن هذا الحزب أصبح محظورا بعد ثورة الكرامة والحرية جانفي 2011.

## في الساحة الطالبية
- تفوز المنظمة منذ سنوات بأغلب المقاعد المخصصة للطلبة في مجالس الكليات بالجامعات التونسية، وخاصة منها المؤسسات الصغرى.
- رفضت الأطراف اليسارية المهيمنة على الاتحاد العام لطلبة تونس قبول انخراط الطلبة الدستوريين وذلك منذ المؤتمر 18 المنعقد عام 1988.

وفي حين وقع التضييق شيئا فشيئا على الاتحاد حتى أصبح وجوده رمزيا، عملت منظمة طلبة التجمع على تكثيف نشاطاتها مستغلة ما لديها من إمكانيات مادية وتشجيع من مختلف الأطراف في السلطة والإدارة.

## مسيروها
يسير المنظمة مكتب وطني يوجد على رأسه كاتب عام وقد توالى على كتابتها العامة كل من:
- 1988 - 1994: محمد الغرياني.
- 1994 - 1997: محمد الخضراوي.
- 1997 - 2000: سعد الخميري.
- 2000 - 2003: حسونة الناصفي.
- 2003 - 2006: محمد الطاهر الخماسي.
- 2006 - 2008: عبد العالم الزواري.
- 2008 - 2011: إحسان الوكيل.